# Caucasiozetes lamellatus
Caucasiozetes lamellatus är en kvalsterart som beskrevs av Shtanchaeva 1984. Caucasiozetes lamellatus ingår i släktet Caucasiozetes och familjen Microzetidae. Inga underarter finns listade i Catalogue of Life.